# Alcologia
L'alcologia è una specialità multidisciplinare di recente istituzione che si occupa dei fenomeni sociali, familiari ed individuali correlati  alla presenza dell'etanolo contenuto nelle bevande alcoliche ed all'interazione tra l'essere umano e questa sostanza. In particolare l'alcologia si orienta da un lato allo studio dei problemi alcol correlati e complessi, con ciò intendendo tutti gli aspetti di criticità per la salute conseguenti all'uso di alcolici, inoltre si dedica alla lettura dei dati statistici sui consumi e dei dati epidemiologici relativi ai problemi alcol correlati.
In conseguenza di ciò, l'alcologia si caratterizza attraverso lo sviluppo di una ricerca euristica volta alla comprensione ed alla spiegazione globale (si potrebbe dire ecologica) degli elementi di cui sopra, nel tentativo di elaborare risposte efficaci alle domande poste dai problemi alcol-correlati.

## Storia
Dal punto di vista storico, l'alcologia è disciplina che nasce dalla riflessione che si è andata sviluppando nel mondo nell'ambito del lavoro svolto da numerosi operatori, impegnati nelle diverse discipline sanitarie e sociali, sul  fronte della cura dei problemi dell'abuso alcolico, dell'alcolismo e delle conseguenze individuali, familiari e sociali dell'alcol.
Nel passato meno recente, lo sviluppo della psichiatria, dal canto suo, portò allo studio delle patologie mentali alcol-correlate. Si assiste, cioè, agli inizi dell'Ottocento ad una fioritura di studi ed esperimenti scientifici sull'alcol inteso come causa della follia, ad es. Jean-Étienne Dominique Esquirol (1772-1840), allievo di Philippe Pinel (1745-1826) che effettuò degli studi sugli alienati e che scoprì che l'alcol era la causa principale di insorgenza di sindromi demenziali. L'ubriachezza allora era conosciuta come “intemperanza” in opposizione alla virtù biblica della “temperanza” (Prima lettera ai Corinzi 6,9) sui quali principi sorsero i primi istituti di recupero per alcolisti cronici. Erano gli anni del romanticismo e, oltre all'alcol, si affacciavano sulla scena delle dipendenze, altre pericolose sostanze quali l'oppio e la morfina contro le quali sorsero delle associazioni di categoria contro l'uso e la diffusione, es. la Società Americana di Temperanza nel Massachusetts (1813).
Nel 1899 accanto alla definizione di “demenza precoce” adottata da Esquirol, fu introdotta quella di “psicosi alcolica” da Emil Kraepelin. Infatti «Le prime comunità terapeutiche hanno avuto origine all'inizio del secolo scorso in Inghilterra con l'obiettivo di un recupero sociale dei malati mentali». Lo sforzo degli studi sull'alcologia fu anche stimolato da un aumento del consumo di alcolici, specialmente in seguito alla rivoluzione industriale e alla diffusione di numerosi punti di rivendita, specialmente spacci e bettole, nei pressi degli insediamenti industriali.
In una ricerca condotta nel distretto della Rurh in Germania, nel periodo compreso tra il 1872 e il 1900 Kraepelin rilevò un aumento del consumo di birre del 40% ed un aumento di super alcolici del 100% cioè allungati con alcol amilico. L'assunzione di sostanze talmente tossiche portò di conseguenza ad un aumento di ricoveri ma soprattutto ad un incremento di reati specialmente contro la persona, es. violenze sessuali ed omicidi, la Royal Commission on liquor licensing law attribuiva all'alcol il 60% dei reati.
Oltre alla psichiatria, quindi, l'alcologia poté progredire grazie al contributo della criminologia, della criminologia clinica e della psichiatria forense. Lo stesso Cesare Lombroso fece ampio uso della teoria della “degenerazione sociale” introdotta da Magnus Huss nel 1852 con la quale si addossavano all'alcol le cause di decadimento e le prospettive di estinzione della specie. Politiche razziste di sterilizzazione di alcolizzati, vagabondi e malati mentali furono perseguite in America e in Germania negli anni '30, condannate dal Papa con l'enciclica Case connubi del 1933, mentre nel 1931 con l'enciclica Non egemus si era espresso in toni altrettanto biasimevoli verso la censura sull'azione cattolica. In Germania dal 1934 al 1937 vi furono 20.000 pratiche, dopo il 1937 ci fu un rallentamento a causa delle conseguenze psichiche che subivano le vittime. In America la politica del proibizionismo fallì sia per il dilagare della criminalità sia per il peggioramento della salute della popolazione a causa delle sostanze adulteranti utilizzate quali l'alcol metilico e lo zenzero.
«La politica sanitaria del fascismo agì pertanto sul fronte della medicina sociale, facendo della prevenzione l'arma più potente di lotta contro malattie endemiche come la tubercolosi, la malaria, l'alcolismo» «con l'eccezione delle strutture assistenziali istituite per la lotta alle malattie di grande interesse sociale».
Negli anni '70 emersero due indirizzi: l'alcologia come sintomatica e quella come patologica. In ogni caso tutti i tentativi di trovare una classificazione definitiva della disciplina risultarono vani a causa della notevole varietà di sintomi che riguardano la problematica.

## Applicazione pratica
Centri di alcologia, per il supporto delle persone in dipendenza da alcol, sono operanti in tutt'Italia, presso le Aziende Sanitarie Locali o in ambito ospedaliero nelle strutture sia pubbliche che private.